# Liste von Flüssen in Japan
Die Liste von Flüssen in Japan enthält eine Auswahl von Fließgewässern in Japan, sortiert nach Region.

## Charakteristik
Japan besitzt trotz seiner geringen Breite vergleichsweise hohe Gebirge, die sich über den Großteil des Landes erstrecken. Diese Gebirge sind aufgrund von Störungslinien und Deformationen durch viele senkrechte Felswände und enge Gesteinsfalten geprägt. Daraus ergibt sich für die japanischen Flüsse die Besonderheit, dass diese im Allgemeinen dazu neigen senkrecht zu den Gebirgszügen abzufließen und dabei ein kurzes und äußerst steiles Längsprofil aufweisen. Daher besitzt auch der Shinano, der mit 367 km der längste Fluss Japans ist, einen größeren Gefällegradienten als die meisten außerjapanischen Flüsse.
Hinzu kommt, dass die Flüsse in Kombination mit der Tiefenerosion auch ein hohes Hanggefälle aufweisen – in den Japanischen Alpen oft bis 35°. So wird erzählt, dass der niederländische Flussbauingenieur Johannis de Rijke, der als ausländischer Ratgeber in Japan beschäftigt war, beim Anblick des Jōganji 1891 überrascht gesagt haben soll: „Das ist kein Fluss, sondern ein Wasserfall!“.

## Rechtliche Einordnung
Rechtlich werden die Flusssysteme vom „Flussgesetz“ (jap. 河川法, kasen-hō) in zwei Ordnungen eingeteilt. „Flusssysteme 1. Ordnung“ (一級水系, ikkyū suikei) sind jene Flusssysteme, die aufgrund ihrer Ausdehnung dem Ministerium für Land, Infrastruktur, Transport und Tourismus (MLIT) zugeordnet sind. Danach kommen die „Flusssysteme 2. Ordnung“ (二級水系, nikyū suikei), die von den jeweiligen Präfekturen verwaltet werden. Flüsse, die Teil dieser Flusssysteme sind, werden entsprechend als „Fluss 1. Ordnung“ (一級河川, ikkyū kasen) oder „Fluss 2. Ordnung“ (二級河川, nikyū kasen) bezeichnet. Daneben gibt es noch kleinere Flusssysteme, die sich nur über einzelne Gemeinden erstrecken und als „Einzelflusssysteme“ (単独水系, tandoku suikei) bezeichnet werden.
1998 wurden 109 „Flusssysteme 1. Ordnung“ mit 13.935 Flüssen, sowie 2.713 „Flusssysteme 2. Ordnung“ mit 7.029 Flüssen gezählt.

## Flusssysteme 1. Ordnung
In Japan existieren folgende „Flusssysteme 1. Ordnung“ in den einzelnen Regionen (als Länge ist jeweils die des Hauptstroms angegeben):

### Hokkaidō
| Name                       | Japanisch  | Länge in km | Größe in km² des Einzugsgebiets | Einwohner im Einzugsgebiet |
| -------------------------- | ---------- | ----------- | ------------------------------- | -------------------------- |
| Teshio-gawa                | 天塩川     | 256         | 5.590                           | 94.000                     |
| Shokutsu-gawa              | 渚滑川     | 84          | 1.240                           | 28.000                     |
| Yūbetsu-gawa               | 湧別川     | 87          | 1.480                           | 36.000                     |
| Tokoro-gawa                | 常呂川     | 120         | 1.930                           | 142.000                    |
| Abashiri-gawa              | 網走川     | 115         | 1.380                           | 94.000                     |
| Rumoi-gawa                 | 留萌川     | 44          | 270                             | 28.000                     |
| Ishikari-gawa              | 石狩川     | 268         | 14.330                          | 2.500.000                  |
| Shiribetsu-gawa            | 尻別川     | 126         | 1.640                           | 38.000                     |
| Shiribeshi-Toshibetsu-gawa | 後志利別川 | 80          | 720                             | 16.000                     |
| Mukawa-gawa                | 鵡川       | 135         | 1.270                           | 13.000                     |
| Saru-gawa                  | 沙流川     | 104         | 1.350                           | 13.000                     |
| Kushiro-gawa               | 釧路川     | 154         | 2.510                           | 177.000                    |
| Tokachi-gawa               | 十勝川     | 156         | 9.010                           | 340.000                    |

### Tōhoku
| Name           | Japanisch | Länge in km | Größe in km² des Einzugsgebiets | Präfekturen       | Einwohner im Einzugsgebiet |
| -------------- | --------- | ----------- | ------------------------------- | ----------------- | -------------------------- |
| Iwaki-gawa     | 岩木川    | 102         | 2.540                           | Aomori            | 482.400                    |
| Takase-gawa    | 高瀬川    | 64          | 867                             | Aomori            | 80.372                     |
| Mabechi-gawa   | 馬淵川    | 142         | 2.050                           | Iwate, Aomori     | 188.000                    |
| Kitakami-gawa  | 北上川    | 249         | 10.150                          | Iwate, Miyagi     | 1.389.000                  |
| Naruse-gawa    | 鳴瀬川    | 89          | 1.130                           | Miyagi            | 190.000                    |
| Natori-gawa    | 名取川    | 55          | 939                             | Miyagi            | 1.125.589                  |
| Abukuma-gawa   | 阿武隈川  | 239         | 5.400                           | Miyagi, Fukushima | 1.380.000                  |
| Yoneshiro-gawa | 米代川    | 136         | 4.100                           | Akita, Iwate      | 280.000                    |
| Omono-gawa     | 雄物川    | 133         | 4.710                           | Akita             | 346.481                    |
| Koyoshi-gawa   | 子吉川    | 61          | 1.190                           | Akita             | 80.000                     |
| Mogami-gawa    | 最上川    | 229         | 7.040                           | Yamagata          | 999.300                    |
| Akagawa        | 赤川      | 70          | 857                             | Yamagata          | 109.294                    |

### Kantō
| Name         | Japanisch | Länge in km | Größe in km² des Einzugsgebiets | Präfekturen                                            | Einwohner im Einzugsgebiet |
| ------------ | --------- | ----------- | ------------------------------- | ------------------------------------------------------ | -------------------------- |
| Kuji-gawa    | 久慈川    | 124         | 1.490                           | Fukushima, Ibaraki                                     | 201.981                    |
| Naka-gawa    | 那珂川    | 150         | 3.270                           | Tochigi, Ibaraki                                       | 912.217                    |
| Tone-gawa    | 利根川    | 322         | 16.840                          | Gunma, Nagano, Tochigi, Saitama, Tokio, Chiba, Ibaraki | 12.140.000                 |
| Arakawa      | 荒川      | 173         | 2.940                           | Saitama, Tokio                                         | 9.300.000                  |
| Tama-gawa    | 多摩川    | 138         | 1.240                           | Yamanashi, Tokio, Kanagawa                             | 4.250.000                  |
| Tsurumi-gawa | 鶴見川    | 43          | 235                             | Tokio, Kanagawa                                        | 1.840.000                  |
| Sagami-gawa  | 相模川    | 109         | 1.680                           | Yamanashi, Kanagawa                                    | 1.200.000                  |
| Fuji-kawa    | 富士川    | 128         | 3.990                           | Nagano, Yamanashi, Shizuoka                            | 1.600.000                  |

### Hokuriku
| Name           | Japanisch | Länge in km | Größe in km² des Einzugsgebiets | Präfekturen               | Einwohner im Einzugsgebiet |
| -------------- | --------- | ----------- | ------------------------------- | ------------------------- | -------------------------- |
| Arakawa        | 荒川      | 73          | 1.150                           | Yamagata, Niigata         | 40.000                     |
| Agano-gawa     | 阿賀野川  | 210         | 7.710                           | Fukushima, Gunma, Niigata | 590.000                    |
| Shinano-gawa   | 信濃川    | 367         | 11.900                          | Nagano, Gunma, Niigata    | 2.950.000                  |
| Sekikawa       | 関川      | 64          | 1.140                           | Nagano, Niigata           | 210.000                    |
| Himekawa       | 姫川      | 60          | 722                             | Nagano, Niigata           | 20.000                     |
| Kurobe-gawa    | 黒部川    | 85          | 682                             | Toyama                    | 71.000                     |
| Jōganji-gawa   | 常願寺川  | 56          | 368                             | Toyama                    | 30.000                     |
| Jinzū-gawa     | 神通川    | 120         | 2.720                           | Gifu, Toyama              | 380.000                    |
| Shōgawa        | 庄川      | 115         | 1.180                           | Gifu, Toyama              | 28.032                     |
| Oyabe-gawa     | 小矢部川  | 68          | 667                             | Ishikawa, Toyama          | 300.000                    |
| Todori-gawa    | 手取川    | 72          | 809                             | Ishikawa                  | 40.000                     |
| Kakehashi-gawa | 梯川      | 42          | 271                             | Ishikawa                  | 110.000                    |

### Chūbu
| Name         | Japanisch | Länge in km | Größe in km² des Einzugsgebiets | Präfekturen                     | Einwohner im Einzugsgebiet |
| ------------ | --------- | ----------- | ------------------------------- | ------------------------------- | -------------------------- |
| Kano-gawa    | 狩野川    | 46          | 852                             | Shizuoka                        | 640.000                    |
| Abekawa      | 安倍川    | 51          | 567                             | Shizuoka                        | 170.000                    |
| Ōi-gawa      | 大井川    | 168         | 1.280                           | Shizuoka                        | 90.000                     |
| Kiku-gawa    | 菊川      | 28          | 158                             | Shizuoka                        | 70.000                     |
| Tenryū-gawa  | 天竜川    | 213         | 5.090                           | Nagano, Aichi, Shizuoka         | 720.000                    |
| Toyo-gawa    | 豊川      | 77          | 724                             | Aichi                           | 210.000                    |
| Yahagi-gawa  | 矢作川    | 118         | 1.830                           | Nagano, Gifu, Aichi             | 690.000                    |
| Shōnai-gawa  | 庄内川    | 96          | 1.010                           | Gifu, Aichi                     | 2.500.000                  |
| Kiso-gawa    | 木曽川    | 229         | 9.100                           | Nagano, Gifu, Shiga, Aichi, Mie | 1.700.000                  |
| Suzuka-gawa  | 鈴鹿川    | 38          | 323                             | Mie                             | 110.000                    |
| Kumozu-gawa  | 雲出川    | 55          | 550                             | Mie                             | 90.000                     |
| Kushida-gawa | 櫛田川    | 85          | 461                             | Mie                             | 40.000                     |
| Miyagawa     | 宮川      | 91          | 920                             | Mie                             | 140.000                    |

### Kinki
| Name          | Japanisch | Länge in km | Größe in km² des Einzugsgebiets | Präfekturen                           | Einwohner im Einzugsgebiet |
| ------------- | --------- | ----------- | ------------------------------- | ------------------------------------- | -------------------------- |
| Kuzuryū-gawa  | 九頭竜川  | 116         | 2.930                           | Gifu, Fukui                           | 666.225                    |
| Kitagawa      | 北川      | 30          | 211                             | Shiga, Fukui                          | 21.389                     |
| Yura-gawa     | 由良川    | 146         | 1.880                           | Hyōgo, Kyōto                          | 300.000                    |
| Yodo-gawa     | 淀川      | 75          | 8.240                           | Shiga, Kyōto, Osaka, Mie, Nara, Hyōgo | 11.650.000                 |
| Yamato-gawa   | 大和川    | 68          | 1.070                           | Nara, Osaka                           | 2.150.000                  |
| Maruyama-gawa | 円山川    | 68          | 1.300                           | Hyōgo                                 | 150.557                    |
| Kako-gawa     | 加古川    | 96          | 1.730                           | Hyōgo                                 | 820.000                    |
| Ibo-gawa      | 揖保川    | 70          | 810                             | Hyōgo                                 | 200.000                    |
| Kinokawa      | 紀の川    | 136         | 1.750                           | Nara, Wakayama                        | 689.000                    |
| Shingū-gawa   | 新宮川    | 103         | 2.360                           | Nara, Mie, Wakayama                   | 84.000                     |

### Chūgoku
| Name           | Japanisch | Länge in km | Größe in km² des Einzugsgebiets | Präfekturen          | Einwohner im Einzugsgebiet |
| -------------- | --------- | ----------- | ------------------------------- | -------------------- | -------------------------- |
| Sendai-gawa    | 千代川    | 52          | 1.190                           | Tottori              | 200.000                    |
| Tenjin-gawa    | 天神川    | 32          | 490                             | Tottori              | 65.500                     |
| Hino-gawa      | 日野川    | 77          | 870                             | Tottori              | 60.800                     |
| Hiikawa        | 斐伊川    | 153         | 2.070                           | Shimane, Tottori     | 435.000                    |
| Gōnokawa       | 江の川    | 194         | 3.900                           | Hiroshima, Shimane   | 202.000                    |
| Takatsu-gawa   | 高津川    | 81          | 1.090                           | Shimane              | 38.600                     |
| Yoshii-gawa    | 吉井川    | 133         | 2.110                           | Okayama              | 294.000                    |
| Asahi-gawa     | 旭川      | 142         | 1.810                           | Okayama              | 335.000                    |
| Takahashi-gawa | 高梁川    | 111         | 2.670                           | Hiroshima Okayama    | 273.000                    |
| Ashida-gawa    | 芦田川    | 86          | 860                             | Okayama, Hiroshima   | 269.000                    |
| Ōta-gawa       | 太田川    | 103         | 1.710                           | Hiroshima            | 980.000                    |
| Oze-gawa       | 小瀬川    | 59          | 340                             | Hiroshima, Yamaguchi | 26.500                     |
| Saba-gawa      | 佐波川    | 56          | 460                             | Yamaguchi            | 31.100                     |

### Shikoku
| Name           | Japanisch | Länge in km | Größe in km² des Einzugsgebiets | Präfekturen                     | Einwohner im Einzugsgebiet |
| -------------- | --------- | ----------- | ------------------------------- | ------------------------------- | -------------------------- |
| Yoshino-gawa   | 吉野川    | 194         | 3.750                           | Kōchi, Ehime, Tokushima, Kagawa | 641.000                    |
| Naka-gawa      | 那賀川    | 125         | 874                             | Tokushima                       | 59.000                     |
| Doki-gawa      | 土器川    | 33          | 140                             | Kagawa                          | 35.000                     |
| Shigenobu-gawa | 重信川    | 36          | 445                             | Ehime                           | 233.000                    |
| Hijikawa       | 肱川      | 103         | 1.210                           | Ehime                           | 112.000                    |
| Monobe-gawa    | 物部川    | 71          | 508                             | Kōchi                           | 40.000                     |
| Niyodo-gawa    | 仁淀川    | 124         | 1.560                           | Ehime, Kōchi                    | 105.000                    |
| Shimanto-gawa  | 四万十川  | 196         | 2.270                           | Ehime, Kōchi                    | 100.000                    |

### Kyūshū
| Name           | Japanisch | Länge in km | Größe in km² des Einzugsgebiets | Präfekturen                   | Einwohner im Einzugsgebiet |
| -------------- | --------- | ----------- | ------------------------------- | ----------------------------- | -------------------------- |
| Onga-gawa      | 遠賀川    | 61          | 1.026                           | Fukuoka                       | 666.406                    |
| Yamakuni-gawa  | 山国川    | 56          | 540                             | Ōita, Fukuoka                 | 36.801                     |
| Chikugo-gawa   | 筑後川    | 143         | 2.863                           | Kumamoto, Ōita, Fukuoka, Saga | 1.090.777                  |
| Yabe-gawa      | 矢部川    | 61          | 647                             | Fukuoka                       | 182.889                    |
| Matsuura-gawa  | 松浦川    | 47          | 446                             | Saga                          | 97.818                     |
| Rokkaku-gawa   | 六角川    | 47          | 341                             | Saga                          | 122.827                    |
| Kase-gawa      | 嘉瀬川    | 57          | 368                             | Saga                          | 133.412                    |
| Honmyō-gawa    | 本明川    | 21          | 87                              | Nagasaki                      | 54.583                     |
| Kikuchi-gawa   | 菊池川    | 71          | 996                             | Kumamoto                      | 208.694                    |
| Shirakawa      | 白川      | 74          | 480                             | Kumamoto                      | 131.375                    |
| Midorikawa     | 緑川      | 76          | 1.100                           | Kumamoto                      | 517.189                    |
| Kuma-gawa      | 球磨川    | 115         | 1.880                           | Kumamoto                      | 137.375                    |
| Ōita-gawa      | 大分川    | 55          | 650                             | Ōita                          | 252.808                    |
| Ōno-gawa       | 大野川    | 107         | 1.465                           | Kumamoto, Miyazaki, Ōita      | 206.818                    |
| Banjō-gawa     | 番匠川    | 38          | 464                             | Ōita                          | 56.527                     |
| Gokase-gawa    | 五ヶ瀬川  | 106         | 1.820                           | Kumamoto, Ōita, Miyazaki      | 127.638                    |
| Omaru-gawa     | 小丸川    | 75          | 474                             | Miyazaki                      | 32.616                     |
| Ōyodo-gawa     | 大淀川    | 107         | 2.230                           | Kagoshima, Kumamoto, Miyazaki | 601.321                    |
| Sendai-gawa    | 川内川    | 137         | 1.600                           | Miyazaki, Kagoshima           | 195.944                    |
| Kimotsuki-gawa | 肝属川    | 34          | 485                             | Kagoshima                     | 115.578                    |